# Dinemellia dinemelli
El  tejedor búfalo de cabeza blanca o bufalero cabeciblanco (Dinemellia dinemelli), es una especie de ave paseriforme de la familia de los tejedores, endémica de África oriental, su nombre se deriva de su hábito de seguir el búfalo africano (Syncerus caffer).

## Descripción
Es un ave de entre 170 y 190 mm de longitud y de 57 a 85 g de peso. La cabeza, el cuello y las partes inferiores son de color blanco.  Las alas la espalda y la cola son de color marrón, con la grupa y la cola baja de color rojo o naranja. No existe dimorfismo sexual en la especie y ambos sexos son similares en el plumaje y difíciles de diferenciar. El pico es cónico y negro, el D. dinemelli tiene la cola de color marrón, mientras que D. boehmi la tiene de color negro.

## Distribución y hábitat
Es originaria de los países africanos de Etiopía, Kenia, Somalia, Sudán, Tanzania y Uganda. Su hábitat natural incluye sabanas, matorrales de arbustos espinosos y bosques de acacia.
Por lo general, sólo se encuentra a altitudes inferiores a 1.400 metros.